# Westliche Balsam-Pappel
Die Westliche Balsam-Pappel (Populus trichocarpa) ist eine Pflanzenart aus der Gattung der Pappeln in der Familie der Weidengewächse (Salicaceae).

## Verbreitung
Die Westliche Balsam-Pappel ist im westlichen Nordamerika von Alaska bis Kalifornien heimisch. In Deutschland wird sie häufig, vor allem als Straßen- oder Parkbaum, angepflanzt.

## Beschreibung

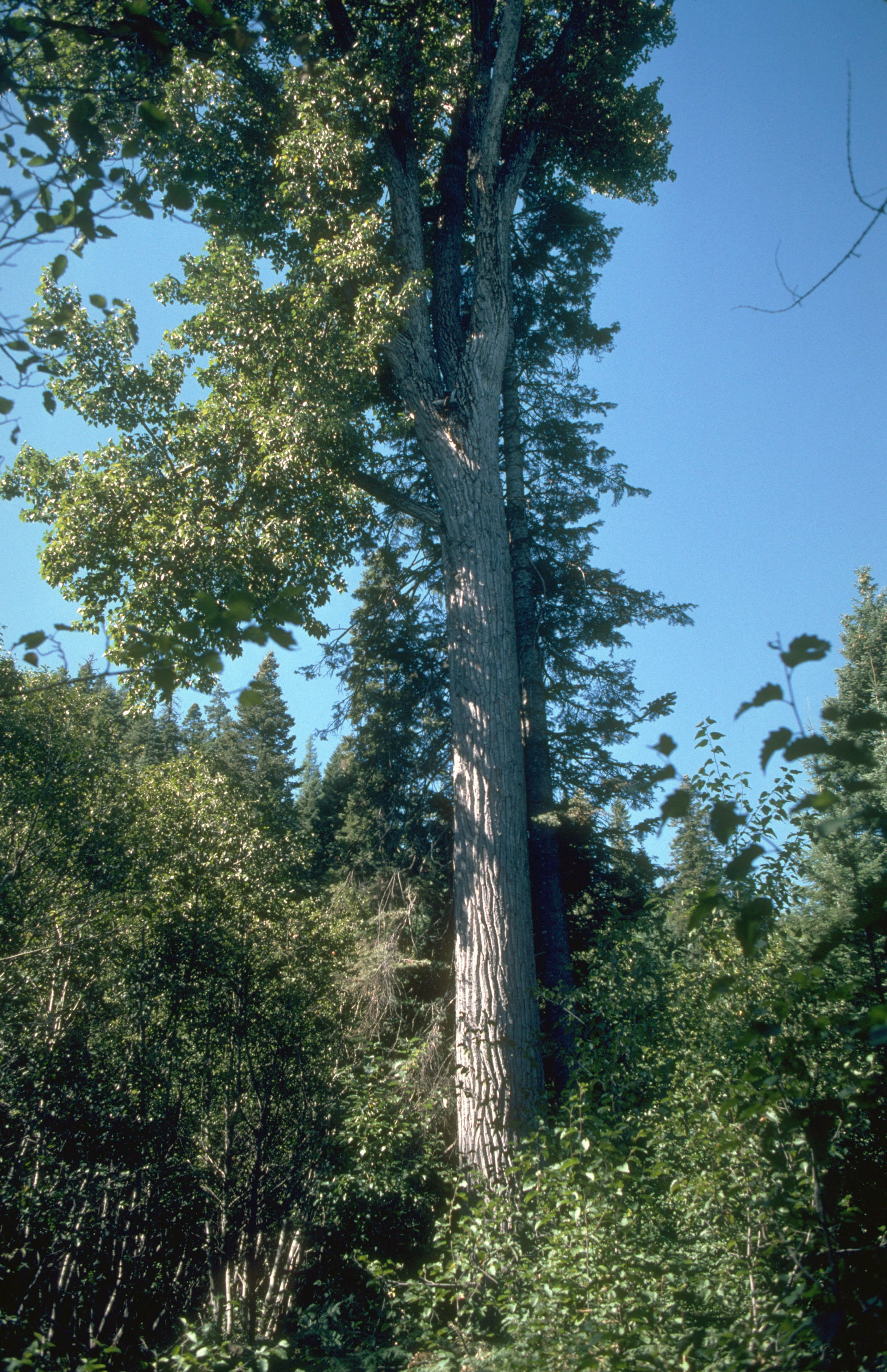
Westliche Balsam-Pappel (Populus trichocarpa)

Die Westliche Balsam-Pappel ist ein Baum, der Wuchshöhen von bis 35 Meter erreicht. Die Baumkrone junger Bäume ist schmal kegelförmig. Bei älteren Bäumen wirkt die Krone besenartig, da praktisch alle Äste fast senkrecht stehen. Die Rinde der Zweige ist zunächst gelblich, später glänzend rötlich. Die etwa 3 cm lange spitze Endknospe ist glänzend rotbraun; die Seitenknospen sind nur 1 cm lang und braun; sie stehen etwas an den Zweig angeschmiegt. Der Austrieb beginnt bereits früh im April; die aufspringenden Knospen geben dann einen starken Balsamduft frei, dem der Baum seinen Namen verdankt.
Die Laubblätter sind länglich bis breit eiförmig und werden 10 bis 30 cm lang. Sie sind dick und am Rand fein gekerbt. Auf der Oberseite sind sie dunkelgrün; die Unterseite ist weißlich und entlang der Blattadern oft rotbraun. Die Herbstfärbung ist zunächst gelb und später hellbraun; die Unterseiten bleiben dabei lange weißlich und geben in der Herbstfärbung einen schönen Kontrast.
Wie fast alle anderen Pappelarten auch ist die Westliche Balsam-Pappel zweihäusig getrenntgeschlechtig (diözisch). An den männlichen Bäumen bilden sich Anfang April noch vor dem Blattaustrieb lange karminrote, etwa 8 cm lange Kätzchen. Die weiblichen Blüten sind grün und stehen locker; im Mai werden die weißwolligen Samen freigegeben.
Die Westliche Balsam-Pappel ist ein auch in Mitteleuropa sehr schnellwüchsiger Baum; Jahreszuwächse von zwei Metern sind nicht selten.
Seit 1944 wird sie auch auf Island angepflanzt – erstmals beim Hof Múlakot der Gemeinde Fljótshlíð, die heute zur Landsgemeinde Rangárþing eystra im Bezirk Rangárvallasýsla  gehört. Heute ist dieser Forst mitsamt einigem zuerworbenem Land darumherum zu einem Nationalforst (ísl.: þjóðarskógur) Südislands, Region Suðurland, geworden. Sie wurde danach auch in anderen Regionen Islands angepflanzt, namentlich im Eyjafjörður, und verbreitet sich dort seither durch Naturversamung.

## Genomik
Das Genom der Westlichen Balsam-Pappel ist mit der Größe von knapp über 500 Millionen Basenpaaren im Vergleich mit anderen Baumarten relativ klein; Kiefern etwa haben ein zirka 50 mal größeres Genom. Damit eignet sich die Westliche Balsam-Pappel hervorragend als Studienobjekt für die Genetik und Genomik von Holzpflanzen. Sie wurde 2006 als erste Baumart vollständig sequenziert; ihr Genom ist nur viermal größer als das der ersten vollständig sequenzierten Pflanze, der Ackerschmalwand (Arabidopsis thaliana).
Die Chromosomenzahl beträgt 2n = 38.